# فريق كوريو اليابان المتحدين
يمثل فريق كوريو اليابان المتحدين السكان الكوريين المقيمين في اليابان. يمثل الفريق لاعبين يحملون جوازات سفر من كل من كوريا الشمالية والجنوبية واليابان. انضم الفريق، الذي يديره الاتحاد الكوري المتحد لكرة القدم في اليابان، إلى اتحاد الجمعيات المستقلة لكرة القدم (كونيفا) في عام 2015 ولعب أولى مبارياته في بطولة كأس العالم لكرة القدم 2016.

## التاريخ
نشأ المنتخب الوطني من نادي كرة القدم المحلي للكوريين في اليابان، إف سي كوريا، والذي تشكل عام 1961 ويلعب حاليًا في دوري كرة القدم كانتو، والذي لا يزال يمثل قاعدة للمنتخب الوطني. انضم المنتخب بعد تشكيله إلى اتحاد الجمعيات المستقلة لكرة القدم (كونيفا)، وأصبح أحد الفرق الآسيوية المدعوة للعب في كأس العالم لكرة القدم 2016 كونيفا التي أقيمت في 9 يناير 2016. تقدم الفريق إلى الدور ربع النهائي بعد فوزه على منتخب سيكيلي لاند لكرة القدم بنتيجة 1-0 في مراحل المجموعات لكنه خسر بركلات الترجيح أمام منتخب شمال قبرص، وبالتالي جرى وضعه في جولات التصنيف، حيث احتلوا المركز السابع في المسابقة عمومًا.
في عام 2018 تم تأكيد مشاركتهم في كأس العالم لكرة القدم 2018 كونيفا. لقد عينوا من أجل المشاركة اللاعب الدولي الكوري الشمالي السابق أن يونغ هاك كمدير للاعبين.

## الفريق الحالي
تم استدعاء اللاعبين التاليين إلى الفريق لمواجهة البنجاب وأرمينيا الغربية والقبايل في كأس العالم لكرة القدم 2018 في لندن في الفترة من 31 مايو إلى 10 يونيو.
قبعات وأهداف صحيحة اعتبارًا من 1 مايو 2018، عندما أعلن الفريق.
| <abb> الرقم | اللاعب      | المركز         | اللاعب                        | تاريخ الميلاد (العمر) | قبعات | الأهداف                    | النادي |
| ----------- | ----------- | -------------- | ----------------------------- | --------------------- | ----- | -------------------------- | ------ |
| 1           | 1 حارس مرمى | ليم هيوم       | ( 1996-05-03 ) 3 مايو 1996    | 0                     | 0     | جامعة كوانسي جاكوين        |        |
| 25          | 1 حارس مرمى | شيم وو داي     | ( 1985-01-24 ) 24 يناير 1985  | 0                     | 0     | منفصل                      |        |
|             |             |                |                               |                       |       |                            |        |
| 2           | 2 DF        | شين يونغ كي    | ( 1993-04-14 ) 14 أبريل 1993  | 11                    | 0     | وصلة=\|حدود FC كوريا       |        |
| 13          | 2 DF        | كيم سون جي     | ( 1994-12-05 ) 5 ديسمبر 1994  | 5                     | 0     | وصلة=\|حدود FC كوريا       |        |
| 5           | 2 DF        | هونغ يون جوك   | ( 1995-02-11 ) 11 فبراير 1995 | 0                     | 0     | وصلة=\|حدود توكوشيما       |        |
| 6           | 2 DF        | ابن مين تشول   | ( 1986-10-27 ) 27 أكتوبر 1986 | 0                     | 0     | وصلة=\|حدود لي مان         |        |
| 17          | 2 DF        | يونغ هاك       | ( 1978-10-25 ) 25 أكتوبر 1978 | 0                     | 0     | منفصل                      |        |
| 20          | 2 DF        | كانغ يو جون    | ( 1998-05-08 ) 8 مايو 1998    | 0                     | 0     | وصلة=\|حدود مونرو الحصن    |        |
|             |             |                |                               |                       |       |                            |        |
| 28          | 3 MF        | كين تامياما    | ( 1995-12-29 ) 29 ديسمبر 1995 | 10                    | 0     | وصلة=\|حدود توكوشيما       |        |
| 4           | 3 MF        | كو جي هوانج    | ( 1995-03-02 ) 2 مارس 1995    | 0                     | 0     | وصلة=\|حدود توكوشيما       |        |
| 7           | 3 MF        | لي تونغ جون    | ( 1993-06-25 ) 25 يونيو 1993  | 0                     | 0     | وصلة=\|حدود أروي هاتشيكيتا |        |
| 8           | 3 MF        | تشوي غوانغ يون | ( 1987-12-23 ) 23 ديسمبر 1987 | 0                     | 0     | وصلة=\|حدود FC كوريا       |        |
| 10          | 3 MF        | يون سونغ ط     | ( 1980-01-29 ) 29 يناير 1980  | 0                     | 0     | منفصل                      |        |
| 14          | 3 MF        | بيون يونج جانغ | ( 1988-11-01 ) 1 نوفمبر 1988  | 0                     | 0     | وصلة=\|حدود طوكيو يونايتد  |        |
| 18          | 3 MF        | لي تونغ سونج   | ( 1999-03-01 ) 1 مارس 1999    | 0                     | 0     | وصلة=\|حدود ستينز تاون     |        |
| 21          | 3 MF        | هونغ تي إيل    | ( 1988-05-24 ) 24 مايو 1988   | 0                     | 0     | منفصل                      |        |
| 26          | 3 MF        | مون سو هيون    | ( 1995-08-06 ) 6 أغسطس 1995   | 0                     | 0     | وصلة=\|حدود FC كوريا       |        |
|             |             |                |                               |                       |       |                            |        |
| 11          | 4 مهاجم     | شين يونج جو    | ( 1996-01-01 ) 1 يناير 1996   | 0                     | 0     | وصلة=\|حدود FC كوريا       |        |

## مدراء
| المدير       | الفترة  | لعب | فاز | تعادل | خسر | % الفوز |
| ------------ | ------- | --- | --- | ----- | --- | ------- |
| تشان هو سونغ | 2016    | 6   | 2   | 2     | 2   | 033٫3   |
| أن يونغ هاك  | 2018    | 6   | 1   | 4     | 1   | 016٫7   |
| المجموع      | المجموع | 12  | 3   | 6     | 3   | 25      |